# Bisernica

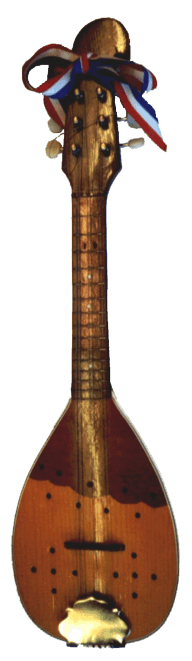
Bisernica

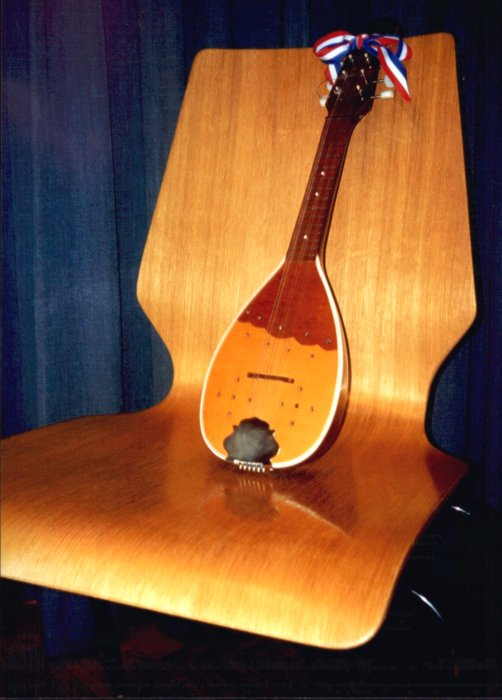
Bisernica

Die Bisernica (ˈbisɛrnitsa, „Perlchen“) ist eine Langhalslaute, die in der kroatischen und slowenischen Volksmusik gespielt wird. Sie ist das kleinste Instrument eines Tamburica-Ensembles und auch unter den Namen Samica und Prim bekannt. Die Bisernica besitzt üblicherweise drei Doppelsaiten (g-d-a); es gibt aber auch vierstimmige, zweistimmige und einstimmige Varianten.
Eine Ausnahme bildet dabei die III. Bisernica, die anders gestimmt wird. Die leeren Saiten werden bei diesem Instrument auf c-g-d gestimmt; notiert und gespielt wird jedoch, als wäre sie auf g-d-a (wie die übrigen Instrumente) gestimmt. Die III. Bisernica bezeichnet man deshalb als transponierendes Musikinstrument, weil die Notation anders als ihr Klang ist. Beispielsweise erklingt die Note c bei der III. Bisernica als der Ton f, also um eine Quart höher.
Die typische Spielweise ist das auf Kroatisch sogenannte trzanje. Mit dieser Technik bringt man die übliche weiche Klangfarbe hervor, die der anderer Instrumente wie etwa der Mandoline oder der Balalaika sehr ähnlich ist. Die Bisernica spielt meistens die erste oder die höchste Stimme oder Verzierungen (Übergänge usw.) eines Musikstücks. Sie hat einen sehr hohen, feinen Klang.
Partituren für Tambura-Ensembles weisen üblicherweise zwei oder drei Bisernica-Stimmen auf. Früher nannte man die II. Bisernica auch kontrašica, aber dieses Wort wird heute nicht mehr oft verwendet. Die „Srijemer“ Tambura-Musikanten benennen die I. Bisernica auch mit dem Fremdwort Prim oder Prima, und die II. Bisernica bezeichnen sie als Terzprim oder Terzprima.

## Kutarevka oder Dangubica
Kutarevka oder Dangubica sind weitere Unterarten der Samica. Dieses Instrument ist hauptsächlich in Kordun und Lika und Teile westlichen Bosniens verbreitet. Es handelt sich um ein kleines rurales Zupfinstrument mit bescheidenen Ausprägungen. Zwei Paare der Saiten werden im Interval von Quart d2-a1 gestimmt, oder nach Bedarf der Sänger im Tanzen, oder sogar einen Ton höher, also e2-h1. 
Der Name stammt Kutarevka ist von einem kleinen Dorf namens Kuterevo in der Lika.

## Stimmung

### Dreistimmige Varianten
- I. Bisernica: g-d-a
- II. Bisernica: g-d-a
- III. Bisernica: c-g-d

### Vierstimmige Varianten
- I. Bisernica: d-a-e-h
- II. Bisernica: d-a-e-h
- III. Bisernica: g-d-a-e

G/D:
-	G-Štim: g-d-a-e
-	D-Štim: d-a-e-h (geschrieben wie G-Štim)
A/E(Srijemski štim/Slavonske Tambure):
-	E-Štim: e²-h¹-fis¹-cis¹ (wird eine Oktave tiefer notiert)